# 李今庸
李今庸（1925年—2022年4月27日），男，湖北枣阳人，中国中医训诂校勘学家，湖北中医药大学教授，第二届国医大师，享受国务院政府特殊津贴专家。